# Hoffmannia apodantha
Hoffmannia apodantha Standl. är en måreväxt.
Hoffmannia apodantha ingår i släktet Hoffmannia och familjen måreväxter. 
Artens utbredningsområde är Venezuela.
Inga underarter finns listade i Catalogue of Life.